# يوسف السند
يوسف سند أحمد غلوم (والمشهور بالدكتور يوسف السند)(1959-)، من دعاة الكويت ممن تخصصوا في العلم الشرعي وعلوم التربية وهو عضو رابطة علماء الخليج.

## السيرة الذاتية
ولد الدكتور يوسف سند أحمد غلوم والمعروف بالدكتور يوسف السند في الكويت عام 1959 تخرج من معهد المعلمين في الكويت، ثم أكمل مرحلة البكالوريوس في جامعة الإمام محمد بن سعود الإسلامية في المملكة العربية السعودية، عنوان بحثه في الماجستير هو أخبار القرية في القرآن الكريم، وعنون بحثه في مرحلة الدكتوراة: مناهج المفسرين في بلاد الهند ، حاصل على الدبلوم العالي في علوم التربية من الجامعة العربية المفتوحة في الكويت، حصل على الدكتوراه في علوم القرآن الكريم والتفسير والماجستير في التفسير الموضوعي للقرآن الكريم ، يعمل إماما وخطيبا في وزارة الأوقاف والشؤون الإسلامية منذ عام 1979 في دولة الكويت. كما انه موظفا في وزارة التربية منذ عام 1982 دولة الكويت.